# Grevillea juncifolia
Grevillea juncifolia  es una especie de arbusto  del gran género  Grevillea perteneciente a la familia  Proteaceae. Es originaria del interior de Australia.  

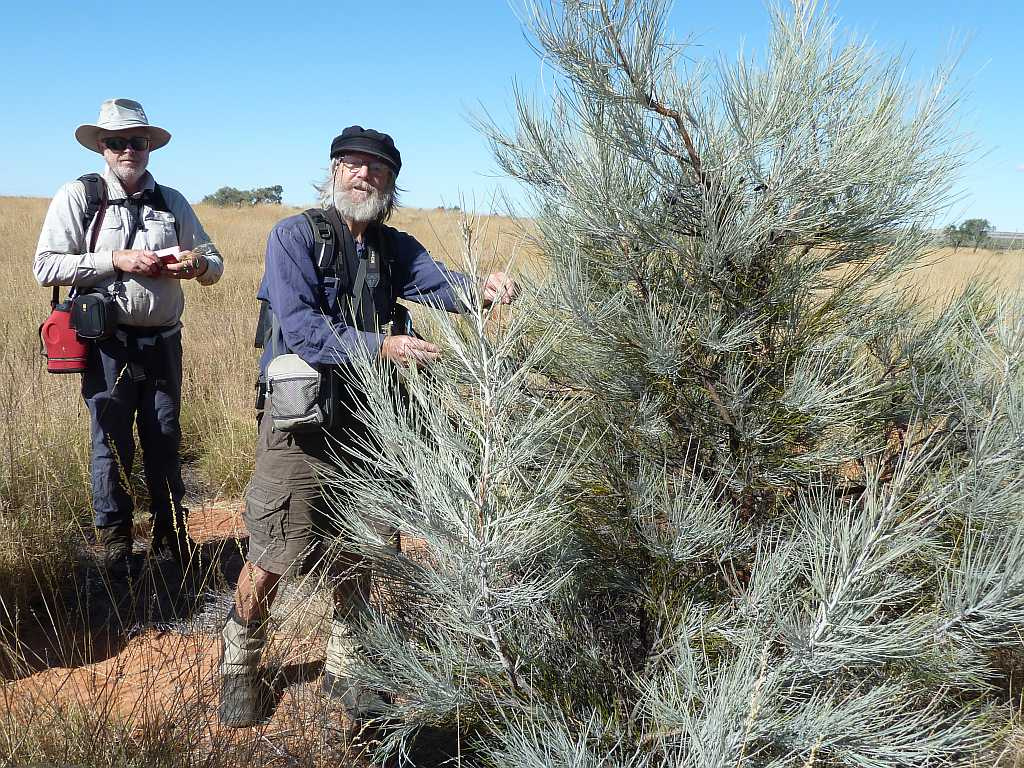
Detalle de la planta

## Descripción
Crece hasta alcanzar un tamaño de entre 2 y 7 metros de alto. Las flores amarillas o anaranjadas aparecen durante todo el año, alcanzando un máximo entre julio y noviembre en el rango de su hábitat nativo.

## Taxonomía
Grevillea juncifolia fue descrita por William Jackson Hooker y publicado en Journal of an Expedition into the Interior of Tropical Australia 341. 1848.
Etimología
Grevillea, el nombre del género fue nombrado en honor de Charles Francis Greville, cofundador de la Royal Horticultural Society.
juncifolia: epíteto latíno que significa "con las hojas del junco"
Sinonimia
- Grevillea mitchellii Meisn.
- Grevillea sturtii R.Br.
- Grevillea sturtii var. pinnatisecta F.Muell.[4]